# Sigmavirgulina
Sigmavirgulina es un género de foraminífero bentónico de la familia Fursenkoinidae, de la superfamilia Fursenkoinoidea, del suborden Buliminina y del orden Buliminida. Su especie tipo es Bolivina tortuosa. Su rango cronoestratigráfico abarca desde el Mioceno hasta la Actualidad.

## Discusión
Clasificaciones previas incluían Sigmavirgulina en el suborden Rotaliina del orden Rotaliida.

## Clasificación
Sigmavirgulina incluye a las siguientes especies:
- Sigmavirgulina basistriata
- Sigmavirgulina lanceolata
- Sigmavirgulina spissitruncula
- Sigmavirgulina tortuosa
  - Sigmavirgulina tortuosa atlantica